# Amanattō
Amanattō (甘納豆) é um confeito tradicional japonês feito a partir de grãos de feijão, que são cozidos a fogo brando em imersão de xarope, secos e cobertos com açúcar, criando uma espécie de "bala de goma" de feijão. A receita foi desenvolvida por Hosoda Yasubei, entre 1861 e 1863, durante o período Edo. Ele abriu uma loja de wagashis em Tóquio, chamada Eitaro, que vendia o produto. A loja está aberta até os dias atuais.
Na preparação da receita, podem ser usados feijões de diversos tipos. O mais comum é o feijão azuki, mas podem ser usados também o feijão-fradinho, feijão-fava, feijão-da-espanha e ervilha.